# Розтріщеник ланцетолистий
Розтріщеник ланцетолистий (Schistidium lancifolium) — вид мохів порядку гріміальних (Grimmiales).

## Поширення
Батьківщиною є Європа, Північна Америка, Азія.